# John Shaw Billings
John Shaw Billings (12. dubna 1838, Allensville, Indiana – 11. března 1913, New York City) byl americký knihovník, stavební projektant a chirurg.
Ponejvíce je známý jako modernizátor vojenské knihovny Library of the Surgeon General's Office a jako první ředitel New York Public Library. Na začátku své kariéry pracoval jako chirurg a medicínský statistik pro americkou armádu. Dohlížel také na stavbu Surgeon General's Library, první národní všeobecné medicínské knihovny. Díky jeho inovativním přístupům v otázkách zlepšování veřejného zdraví a veřejných nemocnic vedl posléze U.S. Census Bureau’s division of Vital Statistics a dohlížel na shromažďování a zpracovávání dat při sčítání lidu. Společně s Robertem Fletcherem založil Billings Index Medicus, měsíčního průvodce současnou medicínou, který vycházel 16 měsíců, až do jeho odchodu do důchodu stráveného v Medical Museum and Library.
Byl rovněž činný jako medicínský poradce v Johns Hopkins Hospital a byl autorem zpráv zaobírajících se kritérii na učebními plány lékařů a sester, stejně tak jako kritérií pro rozvržení oddělení nemocnic. Vedle své práce v Johns Hopkins Hospital byl zároveň členem fakulty hygieny na Pensylvánské univerzitě, ředitelem University Hospital a předsedou Carnegie Institution.

## Život

### Mládí
Narodil se 12. dubna 1838 v Allensville v Indianě. Rodina z otcovy strany odešla v roce 1654 z Anglie do Syracus v New Yorku. Jeho otec se narodil v Saratoze ve státě New York. Jeho matka Abby Shaw Billings se narodila v Raynhamu ve státě Massachusetts a byla přímou příbuznou osadníků z lodi Mayflower. V roce 1843 se Billingsova rodina přestěhovala na Rhode Island, poté se ale v roce 1848 vrátila zpět do Allensville v Indianě, neboť sem byl otec jako poštmistr převelen. Do školy chodil jak na Rhode Islandu, tak v Indianě. Po matce zdědil nadšení pro čtení a studium latiny a řečtiny. Díky své lásce ke studiu a vzdělávání souhlasil s tím, že se zřekne dědictví, pokud mu otec dovolí jít studovat. V roce 1852, ve věku 14 let, začal studovat na Miami University v Oxfordu ve státě Ohio, která se nacházela asi 50 mil od domovského okresu Switzerland Country. Během pěti let na univerzitě strávil většinu času čtením v knihovně. V roce 1857 univerzitu absolvoval a byl o rok později přijat na cincinnatskou Medical College of Ohio. Lékařský titul získal v roce 1860. Jeho diplomová práce “The Surgical Treatment of Epilepsy” (Chirurgické léčba epilepsie) poskytovala detailní instrukce k provádění operací u epileptických pacientů.

### První profesní úspěchy
V Cincinnati se usadil a rozhodl se pokračovat v chirurgické praxi. Stal se demonstrátor při anatomických pitvách na cincinnatské Medical College. V roce 1861 odmítl nabídku stát se chirurgickým asistentem, namísto toho se přidal k armádě. Po úspěšně složených zkouškách se pro něho nenašlo volné místo v žádném z běžných oddílů, takže byl jmenován chirurgickým asistentem v Union Hospital v Georgetownu. O rok později, dne 16. dubna 1862, byl povýšen do hodnosti prvního poručíka a převzal vedení Cliffburne Hospital v Georgetownu, neboť všechny operace byly nyní přemístěny z Union Hospital sem. V srpnu téhož roku byl přemístěn do General Hospital v Satterlee, nové nemocnice v západní Filadelfii. Zde působil jako výkonný důstojník po několik měsíců, poté byl v březnu 1863 převelen k Potomacké armádě a byl přidělen k divizi generála Sykese Meadova sboru v 11. pěchotě.

### Po americké občanské válce
Již od výzkumu, který prováděl pro svou diplomovou práci, si byl vědom, že je nutné vytvořit index a katalog medicínských periodik a knih. Sestavil tedy Surgeon General's Library, která se později stala základem National Library of Medicine. Mezi lety 1865 a 1873 rozšířil Surgeon General's Library ze 600 svazků až na zhruba 50 000 svazků. Během doby, kterou strávil jako ředitel Library of the Surgeon General's Library, tj. mezi lety 1865–1895, byl zodpovědný za vznik jak Index Medicus, tak Index Catalogue of the Surgeon General's Office.
Mezi lety 1880 a 1890 dohlížel na sčítání lidu ve Spojených státech amerických. Měl významnou roli v uvedení systému děrných štítků, které mechanicky počítaly statistické údaje obyvatel a které byly poprvé využity při sčítání lidu v roce 1890.
Billings obdržel v roce 1892 čestný post na Royal College of Surgeons v Irsku.
V roce 1899 byl zvolen členem American Antiquarian Society a v roce 1912 American Academy of Arts and Sciences. Poté, co opustil Surgeon General's Office, sjednotil newyorské knihovny a zformoval tak New York Public Library. Systém děrných štítků, který zavedl při sčítání lidu v roce 1890, byl dále využit i při vzniku této knihovny. Inspiroval amerického průmyslníka a filantropa Andrewa Carnegieho k poskytnutí 5 milionů amerických dolarů na výstavbu 65 poboček knihovny rozprostřených po celém New Yorku a 2509 knihoven ve městech po celé Severní Americe a Británii. Během výstavby knihovny řídil rekatalogizaci děl Lenox, Tilden a Astor Foundations, které tvořily základ knihovny v roce 1895. Najal také Harryho Millera Lydenberga, aby pracoval jako jeho osobní asistent. Lydenberg později rozšířil jeho sbírkovou praxi a mezi lety 1934–1941 byl ředitelem New York Public Library. Byl editorem textů informujících o práci Committee of Fifty, která se zabývala užívání a zneužívání alkoholových nápojů na počátku 20. století.

## Významné úspěchy
Postavil de facto Library of the Surgeon General's Office (nyní National Library of Medicine), ústřední bod moderního lékařského informačního systému. Zjistil, jak analyzovat lékařská a demografická data mechanicky tím, že jsou převedeny na čísla a vyražena na karty, což dále rozvinul jeho tehdejší asistent při sčítání Herman Hollerith. Byl to počátek systému počítačových děrných štítků, který dominoval zpracování statistických dat do 70. let. Děrné štítky byly poprvé využity v době, kdy dohlížel na sčítání obyvatel z roku 1890 a byly rychle převzaty dalšími sčítacími úřady, pojišťovnami a velkými korporacemi z celého světa. S nápadem pro knihovny přišel během psaní své doktorské práce, když zjistil, že neexistuje ani jedna knihovna, která by měla ty zdroje, které potřeboval pro svůj výzkum. Aby to napravil, vytvořil vlastní sbírku a rejstřík. V době, kdy opouštěl armádu, čítala jeho sbírka 116 847 knih a 191 598 brožur.
Tato kolekce poté tvořila National Library of Medicine a od té doby dále roste. Už od americké občanské války byl známý svými zkušenostmi se stavbou nemocnic, významně se podílel na projektování Johns Hopkins Hospital. Hlavní vstup do budovy je stále stejný a stavba je všeobecně známa jako Billing's Building.

## Soukromý život
Dne 3. září 1862 se oženil v kostele sv. Jana v New Yorku s Kate M. Stevensovou. Měli pět dětí. Jeho žena zemřela 19. srpna 1912. Od roku 1890 trpěl rakovinou rtu. Zemřel 11. března 1913 v New Yorku ve věku 74 let na zápal plic, krátce po operaci močových kamenů.Byl pohřben na Arlington National Cemetery.
Jeho portrét malovaný Cecilií Beaux visí v hlavní čtenářské místnosti U.S. National Library of Medicine, kde jsou uloženy i některé kolekce jeho sbírek.